# Borderlands: The Pre-Sequel
Borderlands: The Pre-Sequel (En español Borderlands: La Pre-Secuela) es una precuela del videojuego Borderlands 2, desarrollada por 2K Australia, con ayuda de Gearbox Software, y publicado por 2K Games, siendo el tercer juego publicado de la saga Borderlands.

## Modo de juego
El modo de juego principal consiste completar una serie de misiones principales y secundarias, con el objetivo de adquirir puntos de experiencia, armas especiales, puntos de habilidad, vehículos y descubrir ciertas historias en relación con la cámara secreta alienígena. Hay dos modos de dificultad en el juego, el modo normal y experto.
Además, el modo de juego es similar al Borderlands 2, pero con nuevas mejoras añadidas, tales como armas láser, armas criogenias que congelan al enemigo, nuevos vehículos, y cada personaje tiene argumentos propios ligados a la misión que desarrollan.
Dado que el juego sucede en la luna de Pandora, donde la gravedad es menor, los saltos son más grandes, pero más lentos.
El oxígeno se puede acabar en algunas zonas del juego, donde debe de ser rellenado, y hay jetpacks que otorgan gran movilidad al personaje, y nuevos vehículos disponibles, los enemigos derrotados pueden liberar Recompensas (videojuegos).
Por otra parte, en el juego original, el jugador puede controlar cuatro personajes (Athena, Claptrap, Nisha y Whilhem). En las actualizaciones posteriores, el jugador puede jugar con el doble de Jack el Guapo y la hermana de Sir Hamerlock.
El juego está ambientado en un escenario futurista espacial con matices del lejano oeste de los EE. UU.; donde se aprecian cráteres lunares, laboratorios, ciudadelas y lugares abandonados.

## Trama

### Argumento
Después de lo acontecido en el episodio 1 de Borderlands y lo próximo que va suceder en el episodio 2 de Borderlands 2; la historia comienza cuando Athena es prisionera, por parte de Lilith y la resistencia de la Lanza Carmesí. Athena empieza a narrar su historia de cómo se unió al héroe que quería salvar la luna del planeta Pandora y este se vuelve villano en el transcurso de la historia, conocido como Jack.
Durante el relato de Athena, comenta como la Legión Perdida de la corporación Dahl, se hace control de la estación Helios, con el objetivo de apropiarse de su enorme láser, que utiliza en su intención de destruir la luna del planeta Pandora, para evitar que los busca cámaras controlen el Guerrero en Borderlands 2, lo que va a ocasionar la muerte de muchos en el planeta.

### Personajes
Dentro del juego, los personajes para jugar se les conoce como buscamaras, que es un mercenario o aventurero que busca el vault alienígena de tesoros, conocida como la Cámara. Los personajes disponibles para jugar son:
- Athena, "La Gladiadora". Es una antigua asesina de la extinta Corporación Atlas, esta traiciona a su antiguo jefe el General Knoxx, cuando se entera de que fue engañada para asesinar a su propia hermana. Cuando la corporación Atlas es destruida por los primeros buscamaras Lilith, Modercai, Roland y Brick; Athena se convierte en mercenaria que comienza a trabajar con Jack. La protagonista esta armada con un versátil escudo llamado "Kinetic Aspis". En Borderlands 1, aparece como aliada de los buscamaras para derrotar a la corporación Atlas y al General, Knoxx.

- Wilhelm, "El Ejecutor". Es un mercenario y asesino a sueldo que contrata Jack para recuperar la estación Helios y buscar la cámara alienígena. Más adelante, en Borderlands 2, sirve como guardaespaldas personal de Jack el Guapo. Por otro lado, Wilhelm tiene una enfermedad degenerativa que está destruyendo su estructura ósea, razón por lo cual, trabaja de asesino a sueldo para costear sus implantes biónicos, sin embargo, se ha vuelto un adicto a estas mejoras ciberneticas. En Borderlands 2, su cuerpo aparece totalmente transformado en máquina. En el juego, Wilhelm viene acompañado por dos drones, llamados Loba y Santo.

- Nisha, "La Justiciera".  La que en el futuro se convertiría en la sheriff de Lynchwood y en la novia de Jack el Guapo (Borderlands 2), una pistolera sádica y con ansias de nuevos desafíos.

- Claptrap, "El Error (Fragtrap)" es un robot ayudante creado por la corporación, Hyperion. Después de la guerra Robolution, Claptrap es reprogramado y mejorado por Jack, con el objetivo de crear un robot asesino. Su habilidad especial es el buscamaras.exe que es un comando informático que le ayuda desplegar aleatoriamente diferentes tipos de armas y pequeños claptraps asesinos.

- Jack, "El Doble". Su nombre real es Timothy Lawrence, trabajó siendo un doble de Jack el guapo. Puede crear copias digitales de Jack el guapo que ataca a los enemigos. (Personaje disponible en las expansiones del juego)

- Aurelia, "La Baronesa". Es la hermana de Sir Hammerlock, que usa el "Fragmento de diadema escarchada" para hacer daño elemental de hielo a sus enemigos. (Personaje disponible en las expansiones del juego)

### Personajes secundarios
- Jack, es un programador de Hyperion que contrata a los buscamaras Athena, Wilhem, Nisha, Claptrap, Aurelia y su doble para recuperar la estación Helios, buscar la cámara alienígena y controlar la corporación donde trabaja. Al final de juego, Lilith le deforma el rostro con su golpe de fénix y este pasa a convertirse en Jack el Guapo con su máscara que lo distingue en Borderlands 2.

- Moxxi, es una mujer voluptuosa que ayuda al jugador en la recuperación de la estación Helios para evitar la destrucción de la Luna Elpis y el planeta Pandora.

- Springs, es una mecánica que ayuda al jugador al principio para conseguir un respirador y le da una serie de misiones para conseguir un vehículo.

- Lilith, es una sirena que aparece en todos los Borderlands, juega un papel importante en el transcurso de la historia.
- Roland, es un comando que acompaña Lilith en todos los Borderlands, y será el futuro líder de Lanza Carmesí, que se revelara ante la tirania de Jack el Guapo.

- Pickle, es un niño genio y ladrón que ayuda a los buscamaras en conseguir una IA Militar que está en manos de los carroñeros de la luna.

- Tassiter, es el presidente de la corporación Hyperion, tratara de desenmascarar quien es realmente Jack.

- Tina Chiquitina, aunque no aparece físicamente en el juego, su voz e imagen aparecen, pidiéndole que Athena le narre la historia nuevamente.

### Antagonistas
- Zarpedon, es una coronel que se hace control de la estación Helios de la corporación Hyperion; la cual, está usando para destruir la Luna de Pandora, con el objetivo de impedir que Jack se haga control del Guerrero que aparece en Borderlands 2.

- Alcaldiff, es el alcalde de la ciudad de Concordia. Este personaje trabaja para Zarpedon y tratara de frustrar que Jack y sus buscamaras recuperen la estación Helios.

- Contramaestre, es un antiguo ingeniero de la corporación Dahl, especialista en intelgencias artificiales militares "IA Militar". El crea la IA militar, (conocida como Felicity) de la antigua nave militar de Zarpedón. Cuando la nave colapsa el Contramaestre se hace control de los restos de esta y va impedir que los buscamaras lleguen a sus dominios.

- Centinela, es el jefe final del juego, el cual está protegiendo información secreta, sobre la cámara secreta oculta del planeta Pandora.